# Brachystephanus longiflorus
Brachystephanus longiflorus är en akantusväxtart som beskrevs av Gustav Lindau. Brachystephanus longiflorus ingår i släktet Brachystephanus och familjen akantusväxter. Inga underarter finns listade i Catalogue of Life.